# Хикок, Лорена
Лорена Элис «Хик» Хикок (англ. Lorena Alice «Hick» Hickok; 7 марта 1893 — 1 мая 1968) — американская журналистка, репортер «Minneapolis Tribune» и «Associated Press» (AP); в 1932 году считалась самой известной женщиной-журналистом США. В период «Нового курса» Рузвельта являлась источником информации для министра Гарри Хопкинса и его Федеральной администрации чрезвычайной помощи (FERA). Состояла в активной переписке с женой президента США Элеонорой Рузвельт: обнаружено 3000 взаимных писем. Работала также исполнительным секретарем женского отдела Национального комитета Демократической партии; являлась автором нескольких книг.

## Биография
Лорена Элис Хикок родилась 7 марта 1893 года в Ист-Трое, штат Висконсин, в семье Эддисона Дж. Хикока (1860-1932),  фермера, специализировавшегося на производстве масла, и Анны Хикок (урождённой Анны Аделии Виат, ум. 1906). У неё было две сестры, Руби Адельса (позже Руби Клафф, 1896-1971) и Миртл. Её детство было тяжелым; отец был алкоголиком и не имел постоянной работы. Когда Лорене было 10 лет, семья переехала в Боудл, Южная Дакота, где в 1906 году, её мать, Анна, умерла от инсульта. В 1908 году, через два года после смерти жены, Эддисон женился на Эмме Флэшман, разведённой женщине, которая работала домработницей в семье после смерти Анны. Отношения Лорены с Эддисоном не были хорошими: он был жестоким и пренебрежительным по отношению к ней и не встал на её защиту, когда Эмма заставила её покинуть семейный дом. Лишившись поддержки отца, 14-летняя Лорена работала домработницей в ирландской семье, в пансионе, кишащем мышами, в пансионе для железнодорожников на окраине города и на фермерской кухне. Во время работы в пансионе Хикок была вынуждена забаррикадировать свою дверь стулом, чтобы посетители-мужчины не могли войти в её комнату, пока она спала. Она видела отца ещё один раз в жизни, когда ей было 15 лет, в поезде. У Эддисона не нашлось вежливых слов для своей старшей дочери, но этот опыт был освобождающим для девочки, которая покинула поезд с осознанием того, что теперь она взрослая и отец больше не может её бить.

## Работы
- Ladies of Courage, 1954.
- The Story of Franklin D. Roosevelt, 1956.
- The Story of Helen Keller, 1958.
- The Story of Eleanor Roosevelt, 1959.